# Benjamin van Leer
Benjamin van Leer (Houten, 9 aprile 1992) è un ex calciatore olandese, di ruolo portiere.

## Carriera

### Club
Cresciuto nelle giovanili del PSV, ha esordito in Eredivisie l'8 agosto 2015 con la maglia del Roda JC in un match vinto 3-1 contro l'Heracles Almelo.
Nel 2017 viene acquistato dall'Ajax, club con cui firma un contratto di quattro anni.

## Statistiche

### Presenze e reti nei club
Statistiche aggiornate al 26 luglio 2017.
| Stagione        | Squadra         | Campionato      | Campionato | Campionato | Coppe nazionali | Coppe nazionali | Coppe nazionali | Coppe continentali | Coppe continentali | Coppe continentali | Altre coppe | Altre coppe | Altre coppe | Totale | Totale |
| Stagione        | Squadra         | Comp            | Pres       | Reti       | Comp            | Pres            | Reti            | Comp               | Pres               | Reti               | Comp        | Pres        | Reti        | Pres   | Reti   |
| --------------- | --------------- | --------------- | ---------- | ---------- | --------------- | --------------- | --------------- | ------------------ | ------------------ | ------------------ | ----------- | ----------- | ----------- | ------ | ------ |
| 2012-2013       | Eindhoven       | EED             | 0          | 0          | CO              | 0               | 0               |                    | -                  | -                  |             | -           | -           | 0      | 0      |
| 2013-2014       | Jong PSV        | EED             | 14         | -15        | CO              | 0               | 0               |                    | -                  | -                  |             | -           | -           | 14     | -15    |
| 2014-2015       | Roda JC         | EED             | 2          | -2         | CO+NAC          | 4+3             | -9;-3           |                    | -                  | -                  |             | -           | -           | 9      | -14    |
| 2015-2016       | Roda JC         | ERE             | 34         | -55        | CO+NAC          | 4+4             | -3;-1           |                    | -                  | -                  |             | -           | -           | 42     | -59    |
| 2016-2017       | Roda JC         | ERE             | 34         | -51        | CO              | 0               | 0               |                    | -                  | -                  |             | -           | -           | 34     | -51    |
| Totale Roda     | Totale Roda     | Totale Roda     | 70         | -108       |                 | 15              | -16             |                    | -                  | -                  |             | -           | -           | 85     | -124   |
| Totale carriera | Totale carriera | Totale carriera | 84         | -123       |                 | 15              | -16             |                    | -                  | -                  |             | -           | -           | 99     | -139   |

## Palmarès

### Club

#### Competizioni nazionali
- Supercoppa dei Paesi Bassi: 1

Ajax: 2019